# Marcin z Opoczna
Marcin z Opoczna (ur. ok. 1515, zm. ok. 1553) – docent Uniwersytetu Krakowskiego, humanista, działacz reformacyjny.

## Życiorys
W 1534 r. rozpoczął studia na Uniwersytecie Krakowskim. W 1537 r. uzyskał bakalaureat, a w 1539 - mistrzostwo sztuk wyzwolonych. W latach 1539–1543 był docentem na Wydziale Sztuk Wyzwolonych. Następnie przebywał na dworze Piotra Kmity, kierując szkołą nadworną w Wiśniczu. Jednym z jego ówczesnych uczniów był Erazm Otwinowski. Od 1543 zajmował się pracą duszpasterską jako proboszcz w Balicach oraz prepozyt kościoła szpitalnego w Przemyślu. Zapewne już od okresu studiów w Krakowie miał kontakt ze środowiskami sprzyjającymi reformacji. Sam ujawnił się jako zwolennik reformacji w 1547 r. W pierwszym procesie przed sądem biskupim wycofał się i złożył przysięgę oczyszczającą. W kolejnych latach zintensyfikował działania na rzecz reformacji, prowadząc jawną agitację, odprawiając msze w porządku luterańskim i uczestnicząc w synodzie w Pińczowie. Na skutek przebiegu drugiego procesu o herezję (1550) został uwięziony, jednak dzięki interwencji sprzyjającej mu szlachty zbiegł. Kolejny proces (również 1550) odbył się bez udziału oskarżonego. Marcin z Opoczna został ogłoszony heretykiem, infamisem i w efekcie ekskomunikowany, pozbawiony beneficjów oraz proskrybowany z diecezji.